# Volby do Evropského parlamentu ve Švédsku 2009
Volby do Evropského parlamentu ve Švédsku 2009 se ve Švédsku uskutečnily v sobotu 7. června v rámci celoevropských voleb do Evropského parlamentu. Během let 2009–2011 mělo v Evropském parlamentu Švédsko 18 zástupců. Od prosince 2011, kdy vstoupil v platnost dodatečný protokol k Lisabonské smlouvě, se zvýšil počet švédských mandátů na 20. Dodatečná dvě místa byla po jednom přidělena sociální demokracii a Pirátské straně.

## Výsledky
| Název                   | Frakce v EP | Počet hlasů | %     | +/-    | Mandáty | +/- |
| ----------------------- | ----------- | ----------- | ----- | ------ | ------- | --- |
| Sociální demokraté      | PES         | 773,513     | 24,41 | -0,15  | 5 (6)   | 0   |
| Umírněná strana         | EPP         | 596,710     | 18,83 | +0,58  | 4       | 0   |
| Liberální lidová strana | ELDR        | 430,385     | 13,58 | +3,72  | 3       | +1  |
| Strana zelených         | EGP         | 349,114     | 11,02 | +5,06  | 2       | +1  |
| Pirátská strana         | -           | 225,915     | 7,13  | nová   | 1 (2)   | +1  |
| Levicová strana         | NGLA        | 179,182     | 5,66  | -7,14  | 1       | -1  |
| Strana středu           | ELDR        | 173,414     | 5,47  | -0,79  | 1       | 0   |
| Křesťanští demokraté    | EPP         | 148,141     | 4,68  | -1,01  | 1       | 0   |
| Junilistan              | EUD         | 112,355     | 3,55  | -10,92 | 0       | -3  |
| Švédští demokraté       | -           | 103,584     | 3,27  | +2,14  | 0       | 0   |
| Feministiskt initiativ  | -           | 70,434      | 2,22  | nová   | 0       | 0   |
| Ostatní                 | -           | 5,799       | 0,18  | -      | -       | -   |

Volební účast byla 45,53 %.